# Eupithecia immodica
Eupithecia immodica là một loài bướm đêm trong họ Geometridae.